# محمد العاقب
محمد حسن العاقب (مواليد 13 يناير 1983، لاعب كرة قدم قطري يجيد اللعب في مركز الظهير الأيسر والجناح الأيسر.
لعب سابقاً مع أندية السد وأم صلال وقطر و الأهلي ومعيذر و الخور و البدع.

## روابط خارجية
- محمد العاقب على موقع قاعدة بيانات كرة القدم.إي يو (الإنجليزية)
- محمد العاقب على موقع Soccerway.com (الإنجليزية)